# Lespinoy
Lespinoy is een gemeente in het Franse departement Pas-de-Calais (regio Hauts-de-France) en telt 233 inwoners (1999). De plaats maakt deel uit van het arrondissement Montreuil.

## Geografie
De oppervlakte van Lespinoy bedraagt 4,0 km², de bevolkingsdichtheid is 58,3 inwoners per km².
De onderstaande kaart toont de ligging van Lespinoy met de belangrijkste infrastructuur en aangrenzende gemeenten.

## Demografie
Onderstaande figuur toont het verloop van het inwonertal (bron: INSEE-tellingen).